# Cedry (gromada)
Cedry – dawna gromada, czyli najmniejsza jednostka podziału terytorialnego Polskiej Rzeczypospolitej Ludowej w latach 1954–1972.
Gromady, z gromadzkimi radami narodowymi (GRN) jako organami władzy najniższego stopnia na wsi, funkcjonowały od reformy reorganizującej administrację wiejską przeprowadzonej jesienią 1954 do momentu ich zniesienia z dniem 1 stycznia 1973, tym samym wypierając organizację gminną w latach 1954–1972.
Gromadę Cedry z siedzibą GRN w Cedrach utworzono – jako jedną z 8759 gromad – w powiecie kolneńskim w woj. białostockim, na mocy uchwały nr 17/V WRN w Białymstoku z dnia 4 października 1954. W skład jednostki weszły obszary dotychczasowych gromad Cedry, Rostki, Żelazki, Mieczki i Mieszołki ze zniesionej gminy Stawiski w tymże powiecie oraz obszar dotychczasowej gromady Lisy ze zniesionej gminy Przytuły w powiecie łomżyńskim. Dla gromady ustalono 15 członków gromadzkiej rady narodowej.
Gromadę Cedry zniesiono 1 stycznia 1958, a jej obszar włączono do nowo utworzonej gromady Stawiski.